# Кампорипано (Пистоја)
Кампорипано је насеље у Италији у округу Пистоја, региону Тоскана.
Према процени из 2011. у насељу је живело 36 становника. Насеље се налази на надморској висини од 601 м.